# Roger Myerson
Roger Bruce Myerson (født 29. marts 1951 i Boston) er en amerikansk økonom og professor ved University of Chicago. Han modtog i 2007 Nobelprisen i økonomi sammen med Leonid Hurwicz og Eric Maskin "for at have lagt fundamentet til teorien bag mekanisme-design".

## Baggrund
Myerson blev uddannet i anvendt matematik ved Harvard University, hvorfra han sluttede med at skrive Ph.D.-afhandlingen A Theory of Cooperative Games i 1976. Fra 1976 til 2001 var han ansat ved Northwestern University som henholdsvis adjunkt, lektor og fra 1982 som professor. I 2001 blev han professor ved University of Chicago, hvor han har holdt til siden. 
Myerson gav et banebrydende bidrag til teorien om mekanismedesign, da han opdagede en vigtig forbindelse mellem den allokering, som ønskes foretaget, og de monetære overførsler, som er nødvendige for at få aktører til at afsløre deres information sandfærdigt. Resultatet, der på engelsk kaldes the revenue equivalence theorem, spiller i dag en betydelig rolle indenfor teorien om det rette design af mekanismer, der kan få markedsøkonomien til at fungere bedre, når der er markedsfejl tilstede, f.eks. i form af ufuldkommen information.
Myerson har, udover mekanismedesign og spilteori, beskæftiget sig med politisk økonomi, dvs. den økonomiske analyse af politiske institutioner, og skrevet en række forsknings- og oversigtsartikler herom. Ligeledes har han deltaget i den amerikanske offentlige debat om udenrigspolitiske spørgsmål som situationen i Irak og i Ukraine.
Myerson har skrevet flere lærebøger i spilteori og omkring 100 artikler i videnskabelige tidsskrifter, heriblandt en række førende tidsskrifter som Econometrica, American Economic Review og Journal of Economic Theory. Han har udover Nobelprisen modtaget en række amerikanske og udenlandske hædersbevisninger. I 2009 var han formand for den prestigefuld økonomsammenslutning Econometric Society.